# シャーブルック大学
シャーブルック大学（英語: University of Sherbrooke、公用語表記: Université de Sherbrooke）は、ケベック州、シャーブルックに本部を置くカナダの公立大学。1954年創立、1954年大学設置。